# 이동석 (승려)
이동석(李東碩, 1897년 5월 15일 ~ 1975년 5월 24일)은 호는 성암(誠巖), 본명은 이재원(李在元), 독립운동가, 독문학자, 대학교수이다.
경성고등보통학교(현 경기 고등학교) 재학 중, 심훈(상록수 저자) 등 경성고등보통학교 학생들과 3.1 학생운동 사건에 연루 되어 퇴교 조치당하고, 만주의 무송 윤세복(茂松 尹世復) 휘하의 흥업단(興業團) 등 독립운동 조직에 들어가 활동하였다. 일본 경찰의 추적을 피해 이름을 이재원에서 이동석으로 개명하고, 일본 와세다대학교 부속 제일와세다고등학원에 입학였으나, 3.1 학생운동사건과 군자금을 독립운동 조직에 전달한 일로 인해 한국으로 압송되어 투옥되었다.
일제의 혹독한 감시로 인해 표면적인 독립운동을 전개할 수 없던 당시, 일본 와세다대학교 독문학과 유학 중 만해 한용운을 지도자로 모시고, 김상철(金相哲), 서원출(徐元出), 김태흡(金泰洽) 등과 함께 조선불교동경유학생회를 조직하여 일제에 대항하고, 재일유학생의 지속적인 독립운동을 추진하기 위한 모임체를 마련하였다 (독립운동사 편찬위원회, 1976).
이와 이울러 일본 동경에 유학한 한국의 외국문학전공자들과 함께 외국문학연구회(후일 ‘해외문학파’로 불림)를 조직하여 활동하였다. 이에 참여한 동인으로는 김진섭(金晉燮), 정인섭(鄭寅燮), 손우성(孫宇聲), 이선근(李瑄根), 김명엽(金明燁), 이하윤(異河潤), 장기제(張起悌), 김한용(金翰容), 이병호(李炳虎), 정규창(丁奎昶), 함일돈(咸逸敦), 이헌구(李軒求), 함대훈(咸大勳), 이홍종(李弘鍾) 김광섭(金珖燮), 김삼규(金三奎) 등이다. 이들은 1927년《해외문학(海外文學)》지(誌) 등의 창간을 통해 신문학(新文學) 초창기의 한국 문단에 올바른 외국문학을 번역, 소개하고자 노력하였으며, 한국문학의 중흥·발전을 위해 활발한 문학운동을 전개하였다. 이러한 해외문학파의 운동은 침체한 민족문학에 활기를 불어넣었고, 장차 대두될 순수문학의 문호를 여는 데 기여하였다 (두산세계대백과 엔싸이버 참조).
귀국 후 순천 선암사에서 불교전문강원 원장, 선암사 감무(監務), 주지사무취급(主持事務取級) 등을 역임하며, 우리나라 사찰역사상 처음으로 상수도 시스템을 완공하고, 경내외에 새로운 조림사업을 실시하는 등 신지식을 바탕으로 한 개혁적인 사찰경영을 도입하였다. 이러한 공적을 인정받아 조선산림회로부터 임업공적표창을 수여 받기도 하였다.
이후 조선불교중앙교무원(동국대학교재단 전신)이사, 순천고등학교 교장, 순천사범학교 교장, 동국대학교 독문학과 교수 등을 역임하면서 한국의 교육 발전에 기여한 업적을 기려 소성 훈장을 수여받았다.

## 같이 보기
- 선암사
- 해외문학파

## 참고자료
- 독립운동사 편찬위원회. 1976. 독립운동사(제8권): 문화투쟁사. p.892
- 경향신문. 1979. 9. 24. 불문학자 손우성 교수의 칼럼 「독립운동가 이동석씨」
- 김삼규. 1973.「민족문제와의 만남」. 인간의 세기(世紀) 제7권: 236-237. 일본 호출판사(湖出版社)
- 경기고등학교 홈페이지
- 두산세계대백과 엔싸이버